# Singula cuncta
Singula cuncta is een naaldkreeftjessoort . De wetenschappelijke naam van de soort is voor het eerst geldig gepubliceerd in 2005 door Blazewicz-Paszkowycz.